# ニカラグアの副大統領
ニカラグアの副大統領（英語: Vice President of Nicaragua）は、ニカラグアの国家元首に当たる大統領に次ぐ役職である。
2025年1月30日には副大統領であったムリーリョに「絶対権限」を与え、共同大統領に昇格させる憲法改正案が議会で承認され、夫婦による強権統治がさらに強化された。2月18日にムリーリョが共同大統領に昇格したことに伴い、副大統領職は空位となった。

## 副大統領
| 氏名                                                                               | 着任           | 離任           |
| ---------------------------------------------------------------------------------- | -------------- | -------------- |
| ロベルト・サカサ                                                                   | 1887年         | 1889年         |
| アナスタシオ・オルティス                                                           | 1893年9月15日  | 1894年1月9日   |
| フランシスコ・バカ                                                                 | 1894年         | 1896年2月      |
| アドルフォ・ディアス                                                               | 1910年8月      | 1911年         |
| コレア                                                                             | 1912年         |                |
| フェルナンド・ソロルザノ                                                           | 1913年1月      | 1916年12月     |
| ネメシオ・マルティネス                                                             | 1917年1月      | 1920年12月     |
| バルトロメ・マルティネス                                                           | 1921年1月      | 1923年10月12日 |
| ファン・バウティス・タサカサ                                                       | 1925年         | 1926年         |
| エノック・アグアード・ファルファン                                                 | 1929年         | 1932年         |
| ロドルフォ・エスピノサ                                                             | 1932年         | 1936年6月      |
| フランシスコ・ナバロ                                                               | 1937年1月      | 1939年3月      |
| マリアーノ・ゲロバルガス                                                           | 1947年11月22日 | 1950年         |
| カーディナ・ルシルビ・オゲロ グスタボ・ラスコスキー ロレンツォ・ゲレログティエレス | 1963年5月      | 1966年8月      |
| カーディナ・ルシルビ・オゲロ グスタボ・ラスコスキー                                | 1966年8月      | 1967年5月      |
| ウルクヨス・フランシスコ アルフォンソ・カジェハス                                  | 1967年5月      | 1972年5月      |
| （空席）                                                                           | 1972年5月      | 1985年1月      |
| セルジオ・ラミレス・メルカド                                                       | 1985年1月      | 1990年4月      |
| ヴィルジリオ・ゴドイ                                                               | 1990年4月      | 1995年         |
| ジュリア・メナ                                                                     | 1995年         | 1997年1月      |
| ホセ・エンリケ・ボラニョスガイヤー                                                 | 1997年1月      | 2000年10月     |
| レオポルド・ナバロ                                                                 | 2000年10月     | 2002年1月      |
| ホセ・リゾ・カステリョン                                                           | 2002年1月      | 2005年         |
| アルフレド・ゴメス・ウルクヨス                                                     | 2005年         | 2007年1月      |
| ハイメ・モラレス・カラゾ                                                           | 2007年1月      | 2012年1月      |
| モイセス・ハレスレヴェンスオマール・アセベド                                       | 2012年1月      | 2017年1月      |
| ロサリオ・ムリーリョ・ザンブラナ                                                   | 2017年1月      | 2025年2月18日  |